# François Pouqueville

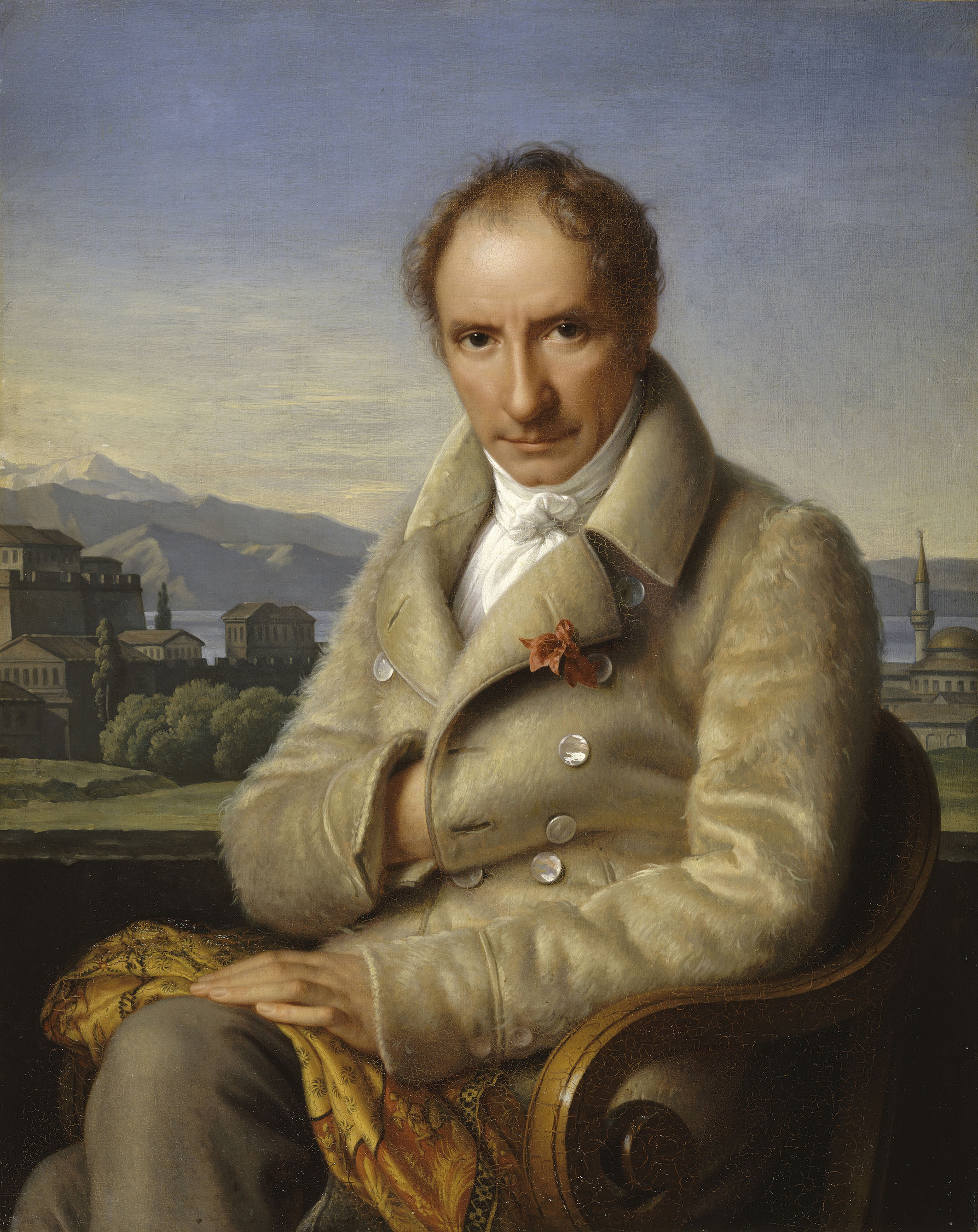
François Pouqueville

François Pouqueville (ur. 4 listopada 1770 w Le Merlerault, zm. 20 grudnia 1838) – francuski dyplomata, pisarz, badacz, lekarz i historyk. Był członkiem Institut de France, uczestniczył w wyprawie Napoleona do Egiptu, w latach 1798–1801 był więziony w Konstantynopolu. Pełnił funkcję francuskiego konsula generalnego w Epirze. Do Francji powrócił w 1817 i zajął się pisarstwem. Ostatnie lata życia spędził z popularną portrecistką francuską Henriette Lorimier.
Był kawalerem francuskiej Legii Honorowej i greckiego Orderu Zbawiciela.

## Dzieła
- Voyage en Morée, à Constantinople, en Albanie, et dans plusieurs autres parties de l'Empire Ottoman (Paryż, 1805, 3 vol. in-8°)[1],
- Travels in Epirus, Albania, Macedonia, and Thessaly (Londyn: Printed for Sir Richard Phillips and Co, 1820)[2],
- Voyage de la Grèce (Paris, 1820-1822, 1827)[3],
- Histoire de la régénération de la Grèce (Paryż, 1824)[4],
- Mémoire historique et diplomatique sur le commerce et les établissements français au Levant, depuis l’an 500 jusqu’à la fin du XVII, (Paryż, 1833),
- La Grèce, dans l’Univers pittoresque (1835)[5],
- Trois Mémoires sur l’Illyrie
- Mémoire sur les colonies valaques établies dans les montagnes de la Grèce, depuis Fienne jusque dans la Morée,
- Notice sur la fin tragique d’Ali-Tébélen (1822).